# Лабазна
Лабазна — река в России, протекает в Оханском районе Пермского края. Длина реки составляет 11 км.
Начинается в елово-пихтовом лесу к северу от урочища Пальники, течёт в общем северо-восточном направлении через берёзово-еловый лес, урочища Лунёво, Покос, Бревенник. Устье реки находится в 2,4 км по правому берегу реки Полуденка на территории деревни Андреевка на высоте 114 метров над уровнем моря. Около Андреевки на реке создан пруд.
Основной приток — река Заречушка — впадает слева вблизи устья.

## Данные водного реестра
По данным государственного водного реестра России относится к Камскому бассейновому округу, водохозяйственный участок реки — Кама от Камского гидроузла до Воткинского гидроузла, речной подбассейн реки — бассейны притоков Камы до впадения Белой. Речной бассейн реки — Кама.
Код объекта в государственном водном реестре — 10010101012111100014523.